# Avantgarda (literatura)

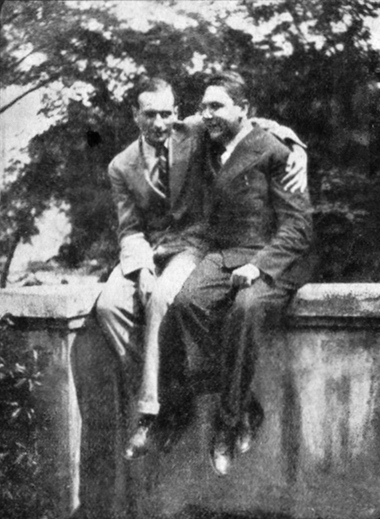
Philippe Soupault, jeden ze zakladatelů francouzského surrealismu, a český básník Vítězslav Nezval

Literární avantgarda či pouze avantgarda je v literatuře shrnujícím označením pro různé literární směry vzniklé v prvních desetiletích 20. století v rámci umělecké avantgardy. K nejvlivnějším patřily kubismus, futurismus, expresionismus, dadaismus a surrealismus. Od literární moderny se literární avantgarda odlišovala užším sepětím tvorby s životním stylem a politikou. Avantgardní spisovatelé byli často ideologicky vyhranění, zejména levicově nebo fašisticky. O změnu společnosti se literární avantgarda svou činností pokoušela společně s avantgardním výtvarným uměním, avantgardní hudbou, avantgardním filmem, avantgardní fotografií a dalšími dílčími avantgardními projevy. Neobyčejně populárními se staly manifesty, někdy dokonce zastiňovaly či nahrazovaly samotnou tvorbu.
Avantgarda dávala v literární podobě přednost dramatu a poezii před románem, neboť ten byl na počátku 20. století nejprestižnějším literárním žánrem, spojovaným s převládajícím uměním, vůči němuž se avantgardní spisovatelé vymezovali. Také s oblibou využívali hybridních žánrů a svá díla veřejně přednášeli nebo přímo vytvářeli a pořádali happeningy. Mezi nejdůležitější tvůrce avantgardní literatury patřili Filippo Tommaso Marinetti, zakladatel italského futurismu, Guillaume Apollinaire, tvůrce literárního kubismu, dadaisté Hugo Ball a Tristan Tzara a surrealisté jako André Breton, Philippe Soupault, Louis Aragon a Robert Desnos. Hlavním představitelem divadelní avantgardy se stal Antonin Artaud. V Německu byl nejsilnějším avantgardním směrem expresionismus, k němuž se řadili Georg Trakl, Gottfried Benn a Georg Heym. Ze španělských tvůrců dosáhli nejvýraznějších úspěchů dramatik a básník Federico García Lorca a básnická generace 27.
V českém prostředí patřil k předním avantgardním teoretikům Karel Teige. V roce 1920 se čeští avantgardní spisovatelé a výtvarníci spojili do svazu Devětsil. Avantgardními směry, které se v české literatuře nejsilněji prosadily, byly poetismus a surrealismus, z literátů byli nejvýznamnější Vítězslav Nezval, Vladislav Vančura, František Halas nebo Jaroslav Seifert v prvním období své tvorby. Konec české avantgardy je datován rokem 1938. Po druhé světové válce a komunistickém puči v roce 1948 upadla česká avantgarda i přes svou deklarovanou socialistickou revolučnost do nemilosti režimu jakožto údajně formalistické a politicky chybně orientované hnutí.

## Kořeny literární avantgardy
Teoretik Mario de Micheli hledal kořeny avantgardního myšlení už v polovině 19. století a připomínal, že během revoluce v roce 1848 se začaly objevovat hlasy po tom, aby literatura nebyla řečnictvím jednotlivce, ale sociální prací a politickou činností spojenou s širokými lidovými vrstvami a národem. Také Charles Baudelaire v této době odsuzoval umění pro umění a romantismus a žádal, aby se básník svou činností zapojoval do veřejného dění, což jsou ideje, které později vzala avantgarda za své.
V italském prostředí se jako o „první avantgardě“ hovoří o milánské bohémě, které se v 60. letech 19. století sdružila pod názvem Scapigliatura. Avantgarda v pravém slova smyslu však vznikla až na začátku 20. století, když se někteří původně modernističtí umělci začali vymezovat proti samotnému modernismu, neboť ho vnímali jako příliš omezující. Itálie se pak stala první zemí, ve které avantgardní směřování dostalo jasný tvar, a sice zejména v Marinettiho Futuristickém manifestu. Ten vyšel 20. února 1909 a je obecně vnímán jako počátek literární avantgardy – byť se jednalo pouze o gesto a výzvu k „přehodnocení hodnot“, nikoliv ještě vzorové umělecké dílo nebo návod k němu.

## Směry literární avantgardy

### Futurismus
Futurismus je nejranější z avantgardních směrů a jeho počátek se pojí s vydáním Futuristického manifestu (1909), v němž Filippo Tommaso Marinetti stanovil principy nové tvorby: agresivní oslavu života a mužnosti, odvahu, energii a rebelství. Futuristická poezie opěvovala silného jednotlivce, intuici dávala přednost před rozumem a modlou se jí stal mechanický stroj. Koncept „osvobozených slov“ pocházející z roku 1913 hlásal ještě ostřejší vymezení vůči dosavadním poetikám a konvencím: slova, často onomatopoetická nebo přímo citoslovce, byla vyvázána z tradiční syntaxe, básníci s nimi nakládali jako s materiálem a spojovali je na významovém nebo zvukovém základě. Velký ohlas měl futurismus v Rusku, kde byl v podobě kubofuturismu spojen se jmény jako Velemir Chlebnikov nebo Alexej Kručonych a fenoménem zaumného jazyka. Futurismus ovlivnil také Vladimira Majakovského a Borise Pasternaka.

### Expresionismus
Expresionismus se rozvinul v Německu, nejvýrazněji v takzvaném expresionistickém desetiletí (1910–1920). Básníci reagovali svou tvorbou na nové zkušenosti velkoměstského života a válečných let a s nimi související existenciální pocity, ztrátu identity, strach, bezmoc a dezorientaci. K výrazným tvůrcům poezie se přiřadili Georg Heym, zpracovávající démonické obrazy moderního Berlína, abstraktní, na symbolismus navazující lyrik Georg Trakl, lékař Gottfried Benn, pracující s estetikou hnusu, a další autoři básní jako Jakob van Hoddis nebo August Stramm. K expresionismu bývají někdy řazeny také prózy Franze Kafky. Kromě něj se z prozaiků se proslavil především Alfred Döblin. Ve své době však z literárních druhů dosáhlo největší popularity expresionistické drama, mezi jehož důležité autory patrili Carl Sternheim a Georg Kaiser.

### Dadaismus
Dadaismus vznikl v roce 1916 na neutrální švýcarské půdě, když se v kabaretu Voltaire sešli umělci jako Tristan Tzara, Hans Arp a zejména Hugo Ball. Dadaismus měl být odpovědí na hrůzy první světové války a hlásal co nejjednodušší a nejsvobodnější vztah umění ke skutečnosti. Ke klíčovým principům patřila hravost, zkratkovitost, specifický humor a bezprostřednost. Svou oslavou nesmyslu měl blízko k poetice nonsensu. Dadaismus se rychle rozšířil i do dalších zemí, především Francie a Spojených států amerických, a svou neúctou k posvátné představě uměleckého díla připravil půdu pro další avantgardní směry.

### Surrealismus
Literární surrealismus je spojen zejména s francouzským prostředím, ale měl ze všech avantgardních směrů celosvětově největší ohlas. Navazoval na básnické dílo Nervalovo, Lautréamontovo a Rimbaudovo a vycházel z velké části z psychického automatismu, vědomě nepromýšleného tvoření. Samotné označení, které sugeruje zaměření nikoliv na věci mimo realitu, ale na věci nad realitou, nebo na přehlížené a skryté aspekty reality, vytvořil jako neologismus již v roce 1917 Guillaume Apollinaire. Surrealistická skupina se pak pod vedením Andrého Bretona ustavila v letech 1923–1924, spoluzakladatelem byl Philippe Soupault. K ortodoxnímu proudu patřili také Paul Éluard a Louis Aragon. Alternativní skupina kolem Roberta Desnose a Georgese Neveuxe vyznávala volnější pojetí surrealismu a nebránila se experimentům s drogami. Ve Španělsku zpracovávali surrealistické impulzy Federico García Lorca a básnická generace 27.
V české literatuře se surrealismus rozvíjí s Nezvalovou surrealistickou skupinou, do níž z literátů patřili mimo jiné Konstantin Biebl a Jindřich Štyrský. I přes Nezvalovo ostentativní rozpuštění skupiny v roce 1938 pokračovala tradice v různých podobách. V období druhé světové války se prosadila parasurrealistická skupina Ra (byl v ní činný například Ludvík Kundera) a po válce skupina spořilovských surrealistů. Po roce 1948 vydává své texty také Vratislav Effenberger. Slovenská mutace surrealismu se nazývá nadrealismus a řadí se k němu kupříkladu Štefan Žáry nebo Mikuláš Bakoš.

### Vitalismus
Vitalismus je směr, který vychází zejména z filosofie Henriho Bergsona a jeho zaměření na vyjadřování životní energie a spontánního prožitku, na úkor pojmové, promyšlené skutečnosti. V české literatuře se objevuje před první světovou válkou v rané tvorbě Stanislava Kostky Neumanna nebo u Fráni Šrámka a Karla Tomana.

### Poetismus
Poetismus je ryze český avantgardní směr, vyhlášen byl umělci z okruhu svazu svazu Devětsil dvěma manifesty v roce 1924. Měl blízko k dadaismu i surrealismu a soustředil se na bohatou imaginaci, vize budoucího šťastného života, karnevalovost a exotičnost. Ve své druhé fázi, od roku 1928, poetismus potemněl, a přestože asociativnost a metaforičnost zůstala zachována, byly radostné obrazy nahrazeny pesimistickými motivy smrti a tragiky.